# 华盖木属
华盖木属（学名：Manglietiastrum）是木兰科下的一个属，为常绿乔木植物。该属仅有华盖木（Manglietiastrum sinicum）一种，分布于中国云南东南部。